# Dovadola
Dovàdola (Dvêdla en dialecte romagnol est une commune de la province de Forlì-Cesena en  Émilie-Romagne.

## Géographie
Le centre habité est situé à une vingtaine de km du chef-lieu Forlì sur la route SS67, dans la vallée du fleuve Montone à 143 m d’altitude.

Les communes les plus proches sont : Castrocaro Terme à 9 km, Modigliana à 13 km, Predappio à 14 km et Rocca San Casciano à 7 km.

## Histoire
Dovadola se trouve dans une vallée où ont été découverts des témoignages de présence humaine datant de la préhistoire. Des découvertes archéologiques ont mis au jour des tombes romaines et des monnaies de l’époque.
Entre le VIIe et le VIIIe siècle, les Lombards repeuplèrent le pays après la terrible guerre des Goths (535-553).
Entre le VIIIe et le IXe siècle, l’archevêché de Ravenne, qui dominait toute la zone de la Toscane au fleuve Pô, fit construire la première rocca (forteresse) sur un piton rocheux dominant la commune.
Au XIIIe siècle Marcovaldo Guidi, devenu comte par ordre de l’empereur Henri IV du Saint-Empire, fit agrandir le château et construire des murailles flanquées de bastions et palazzo d’habitation.
En 1405, les Guidi cédèrent le fief de Dovadola à la République florentine, qui élargit son influence en Romagne (Romagne toscane). Dovadola vécut sous l’influence de Florence jusqu’à son annexion au royaume de Sardaigne en mars 1860.
À la fondation du royaume d'Italie, Dovadola fut assigné à la province de Florence et en 1923, avec la majeur part des communes de la Romagne toscane, firent partie de la province de Forlì-Cesena.

## Monuments et lieux d’intérêt

### Église di Sant'Andrea
Située sur une hauteur au-delà du fleuve Montone, fondée par les moines clunysiens avant l’an 1000, la première mention remonte à l’année 1116. Au XVe siècle, l’église fut restaurée selon l’architecture Renaissance. L’édifice comporte de nombreuses fresques et peintures du XVIe siècle de l’école romagnole et bolonaise.

### Ermitage de Montepaolo
Situé près d’un antique monastère qui hébergea Saint Antoine de Padoue de mars 1221 à mars 1222. En 1629, une guérison miraculeuse attribuée au saint, déclencha l’édification d’un ermitage, entièrement reconstruit en 1908 à la suite d'un éboulement.

## Administration
| Période                                  | Période  | Identité       | Étiquette     | Qualité      |
| ---------------------------------------- | -------- | -------------- | ------------- | ------------ |
| 28/05/2007                               | En cours | Carlo Adamczyk | Liste civique | Centre droit |
| Les données manquantes sont à compléter. |          |                |               |              |

### Communes limitrophes
Castrocaro Terme e Terra del Sole, Modigliana, Predappio, Rocca San Casciano

## Population

### Évolution de la population en janvier de chaque année
| 1861  | 1901  | 1921  | 1951  | 1961  | 1971  | 1981  | 1991  | 2001  |
| ----- | ----- | ----- | ----- | ----- | ----- | ----- | ----- | ----- |
| 2 452 | 3 463 | 4 084 | 3 682 | 2 460 | 1 766 | 1 672 | 1 563 | 1 583 |

| 2011  | - | - | - | - | - | - | - | - |
| ----- | - | - | - | - | - | - | - | - |
| 1 708 | - | - | - | - | - | - | - | - |

### Ethnies et minorités étrangères
Selon les données de l’Institut national de statistique (ISTAT) au 1er janvier 2011 la population étrangère résidente était de 186 personnes.
Les nationalités majoritairement représentatives étaient :
| Pos. | Pays         | Population |
| ---- | ------------ | ---------- |
| 1    | Macédoine    | 49         |
| 2    | Burkina Faso | 24         |
| 3    | Roumanie     | 23         |
| 4    | Albanie      | 19         |

## Culture

### Personnalités liées à Dovadola
- i Comte Guidi de Dovadola, noble famille
- Dhia Cristiani, actrice et doublure cinématographique
- Benedetta Bianchi Porro, étudiante, béatifiée
- Lorenzo De Antiquis, chanteur ambulant
- Armando Savini, chanteur et musicien

## Source
- (it) Cet article est partiellement ou en totalité issu de l’article de Wikipédia en italien intitulé « Dovadola » (voir la liste des auteurs) le 12/05/2012.

## Note
1. ↑  (it) Popolazione residente e bilancio demografico sur le site de l'ISTAT.